# Carr’s Burn
Der Carr’s Burn ist ein etwa 4 km langer Wasserlauf in Northumberland in England. Er entsteht östlich des Pikerigg Currick aus dem Zusammenfluss von Great Willy’s Sike, Hope Cleugh und Quonister Cleugh. Er fließt in nordöstlicher Richtung bis zu seiner Mündung linksseitig in den River West Allen.